# Верба (Черниговская область)
Верба́ (укр. Верба) — село в Коропском районе Черниговской области Украины. Население — 431 человек. Занимает площадь 8,337 км². Расположено на реке Богачка.
Код КОАТУУ: 7422281001. Почтовый индекс: 16222. Телефонный код: +380 4656.

## Власть
Орган местного самоуправления — Вербовский сельский совет. Почтовый адрес: 16222, Черниговская обл., Коропский р-н, с. Верба, ул. Шевченко, 49.